# کیک تنقلات
کیک تنقلات یا کیک اسنک نوعی شیرینی دسر پخته‌است که با کیک، شکر و منجمد کردن درست می‌شود.

## بازارها

### کانادا
تولیدکننده اصلی در کانادا شرکت واچون است.

### مکزیک
گروپو بیمیو یک تولیدکننده کیک اسنک در مکزیک است

### ایالات متحده

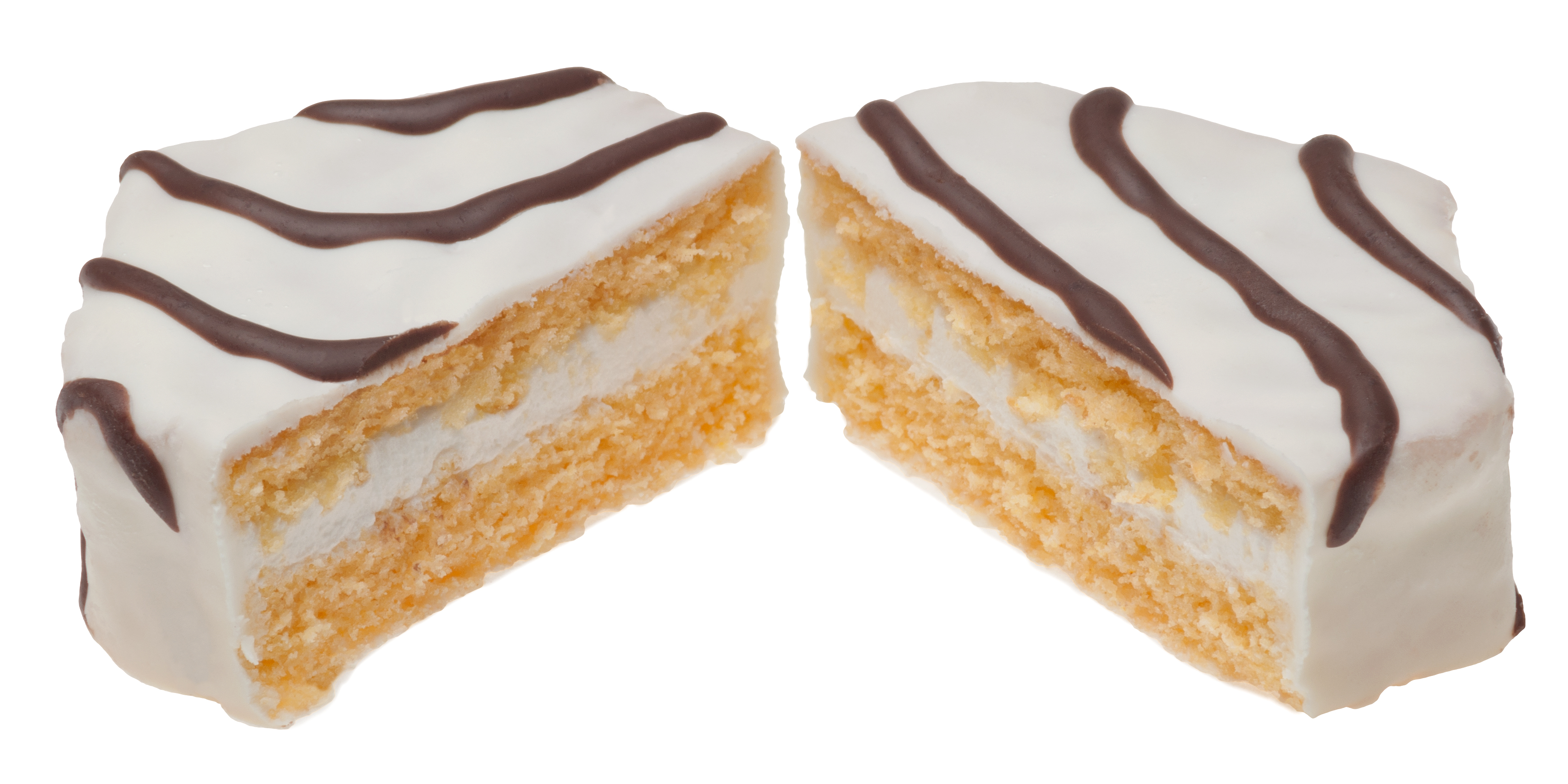
کیک دبی زبرا کوچولو

کیک‌های اسنک را می‌توان در بسیاری از سوپرمارکت‌ها و فروشگاه‌های آمریکا یافت، که به صورت تکی یا بسته به فروش می‌رسند.

### انگلستان
کیک جافا یک نوع کیک اسنک بیسکویت مانند محبوب در ایرلند و بریتانیا است.